# Homo economicus
O Homo economicus (homem econômico),  Econ, ator racional ou maximizador racional é um ser ideal formulado seguindo o conselho dos economistas. Eles afirmam que o Homo economicus é necessário para seguir os procedimentos científicos do século XIX que aconselhavam a fragmentação do objeto de pesquisa para fins de investigação analítica.
Os economistas assumiram que o estudo das ações econômicas do homem poderia ser feito abstraindo-se as outras dimensões culturais do comportamento humano: dimensões morais, éticas, religiosas, políticas, etc., e concentraram seu interesse naquilo que identificaram como as duas funções elementares exercidas por todo e qualquer indivíduo: o consumo e a produção, ignorando completamente qualquer outra parte da vida de seres humanos reais. Portanto, o Homo economicus nada mais é do que uma parte do ser humano, um fragmento, um resto, a sua parcela que apenas produz e consome, segundo "leis" deduzidas da observação, cujo único critério de verdade apoiava-se na evidência.

## Conceito
O conceito de Homo economicus é um postulado da racionalidade que é caracterizado pelo triunfo dos economistas que encontraram nele, à semelhança dos biólogos no Darwinismo, uma teoria do comportamento coerente.
Segundo Albou (1984), três grandes correntes filosóficas são responsáveis pela criação deste conceito: o hedonismo; o utilitarismo e o sensualismo.
1. O Hedonismo, que afirma que o homem está sujeito, tal como os animais, à lei natural dos instintos e que portanto se encontra implícita a procura do prazer, do bem-estar e a evitação da dor.
2. O Utilitarismo, cujo autor principal é John Stuart Mill (1806-1873) afirma que o que é útil é valioso e contrapõe o prazer calculado ao irracional, classificando os prazeres nobres e pobres.
3. O Sensualismo segundo Condilac (1714-1780) afirma serem os sentidos a fonte do conhecimento.

- Princípios fundamentais do conceito Homo economicus: "maior ganho com o menor esforço".

1. A razão psicológica essencial a toda a atividade humana é o interesse pessoal. Este primeiro princípio é então afetivo, pois define a única razão da atividade econômica;
2. O homem não obedece senão à razão;
3. O sujeito é universal, o interesse pessoal e a racionalidade são válidos em todos os lugares e em todas as épocas.
4. O homem está perfeitamente informado, tem conhecimento da totalidade das consequências de todas as possibilidades das ações que se lhe oferecem;
5. O homem vive o presente num tempo linear, não se lembra nem tem a capacidade de prever;
6. Ele está só e portanto livre dos outros homens, ou seja, não existem determinismos que lhe sejam exteriores.

Com base nesta construção abstrata, que os economistas construíram sobre um corpo teórico fortemente aceito, elaboraram-se leis econômicas que se encontram em todas as obras fundamentais: a lei da maximização da utilidade e leis sobre a utilidade marginal, aplicadas ao consumo e à produção.